# ميغيل مارتي إي بول
ميغيل مارتي إي بول (بالكتالانية: Miquel Martí i Pol؛ 9 آذار 1929 - 11 تشرين الثاني 2003) من أشهر الشعراء والكتاب والمترجمين في كتالونيا.
ولد ميغيل مارتي إي بول في بلدة رودا دي تير (Roda de Ter) الواقعة في جبال البرانس لعائلة متواضعة. أجبر على ترك المدرسة في سن الرابعة عشر والعمل في مصنع. بالرغم من مرضه، استمر مارتي بنشر قصائده. من أول أعماله «كلمات بالشارع» و«خمسة عشر قصيده» واللواتي نُشرن في الخمسينيات من القرن الماضي. 
- Paraules al vent. 1954.
- Vint-i-set poemes en tres temps. 1972.
- L'arrel i l'escorça. 1975.
- El llarg viatge. 1976.
- Amb vidres a la sang. 1977.
- Estimada Marta. 1978.
- Suite de Parlavà. 1991.

## روابط خارجية
- ميغيل مارتي إي بول على موقع IMDb (الإنجليزية)
- ميغيل مارتي إي بول على موقع ميوزك برينز (الإنجليزية)